# Aleksiej Woropajew
Aleksiej Nikołajewicz Woropajew (ros. Алексей Николаевич Воропаев; ur. 23 stycznia 1973, zm. 5 listopada 2006) – rosyjski gimnastyk, dwukrotny medalista olimpijski.
Brał udział w dwóch igrzyskach (IO 92 – w barwach Wspólnoty Niepodległych Państw, IO 96 – jako reprezentant Rosji), na obu zdobywał złote medale w drużynie. W 1991 był wicemistrzem świata w drużynie w barwach ZSRR. W 1992 zdobył złoto mistrzostw świata w ćwiczeniach na poręczach. W dorobku medalowym miał także srebrne medale w wieloboju i w drużynie w 1994, w ćwiczeniach wolnych w 1996 i brąz w drużynie w 1997. Pochowany na Cmentarzu Dołgoprudnieńskim w mieście Dołgoprudnyj w obwodzie moskiewskim.